# El Kazovskij

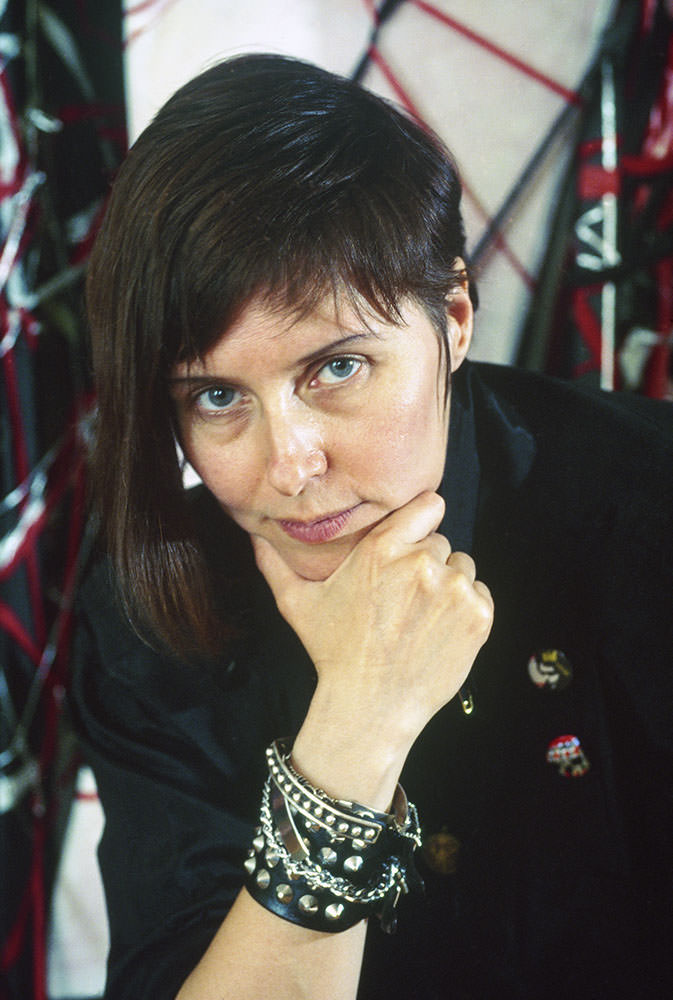
El Kazovskij, 1995

El Kazovskij, geboren als Jelena Kasowskaja, russisch Елена Казовская (* 13. Juli 1948 in Leningrad; † 21. Juli 2008 in Budapest), war ein ungarischer Maler und Avantgarde-Künstler.

## Leben
Über sein früheres Leben ist nur wenig bekannt. Im Jahr 1965 siedelte er nach Budapest über, wo er zwischen 1970 und 1977 an der Hochschule für Bildende Kunst unter György Kádár und Ignác Kokas Malerei studierte.
Nach einer Geschlechtsanpassung nannte er sich El Kazovskij. Seine Kunst, die der italienischen Arte Cifra verbunden war, rechnet man den individuellen Mythologien zu. Seit Ende der 1970er-Jahre nahm El Kazovskij an nationalen und internationalen Ausstellungen teil; vor allem in Österreich waren seine Werke in Gruppenausstellungen zu sehen. 2002 erhielt er mit dem Kossuth-Preis den höchsten ungarischen Staatspreis.
El Kazovskij starb im Alter von 60 Jahren nach langer Krankheit in Budapest.

## Auszeichnungen
- 1980–1983 Derkovits-Stipendium
- 1989 Mihály-Munkácsy-Preis
- 2002 Kossuth-Preis